# Снеги (село)
Снеги (укр. Сніги) — село, Золочевский поселковый совет, Золочевский район, Харьковская область, Украина.
Код КОАТУУ — 6322655110. Население по переписи 2001 года составляет 9 (5/4 м/ж) человек.

## Географическое положение
Село Снеги находится в балке Снеги на левом берегу реки Уды, русло реки извилистое, образует заболоченые старицы, лиманы и озёра, выше по течению на расстоянии в 3 км расположено село Константиновка, ниже по течению в 2-х км — пгт Золочев.
Рядом с селом проходит железная дорога, ближайшая станция Светличный (1,5 км).

## История
- 1775 — дата основания хутора Борохова в балке Снеги.[1]
- После ВОСР хутор переименован в село Снеги.
- В 1940 году, перед ВОВ, в селе Снеги было 38 дворов и ветряная мельница.[3]
- В 2001 году в селе проживали девять человек.

## Экономика
- Молочно-товарная ферма (разрушена).